# Aloe haemanthifolia
Aloe haemanthifolia är en grästrädsväxtart som beskrevs av Hermann Wilhelm Rudolf Marloth och Alwin Berger. Aloe haemanthifolia ingår i släktet Aloe och familjen grästrädsväxter. Inga underarter finns listade i Catalogue of Life.

## Bildgalleri

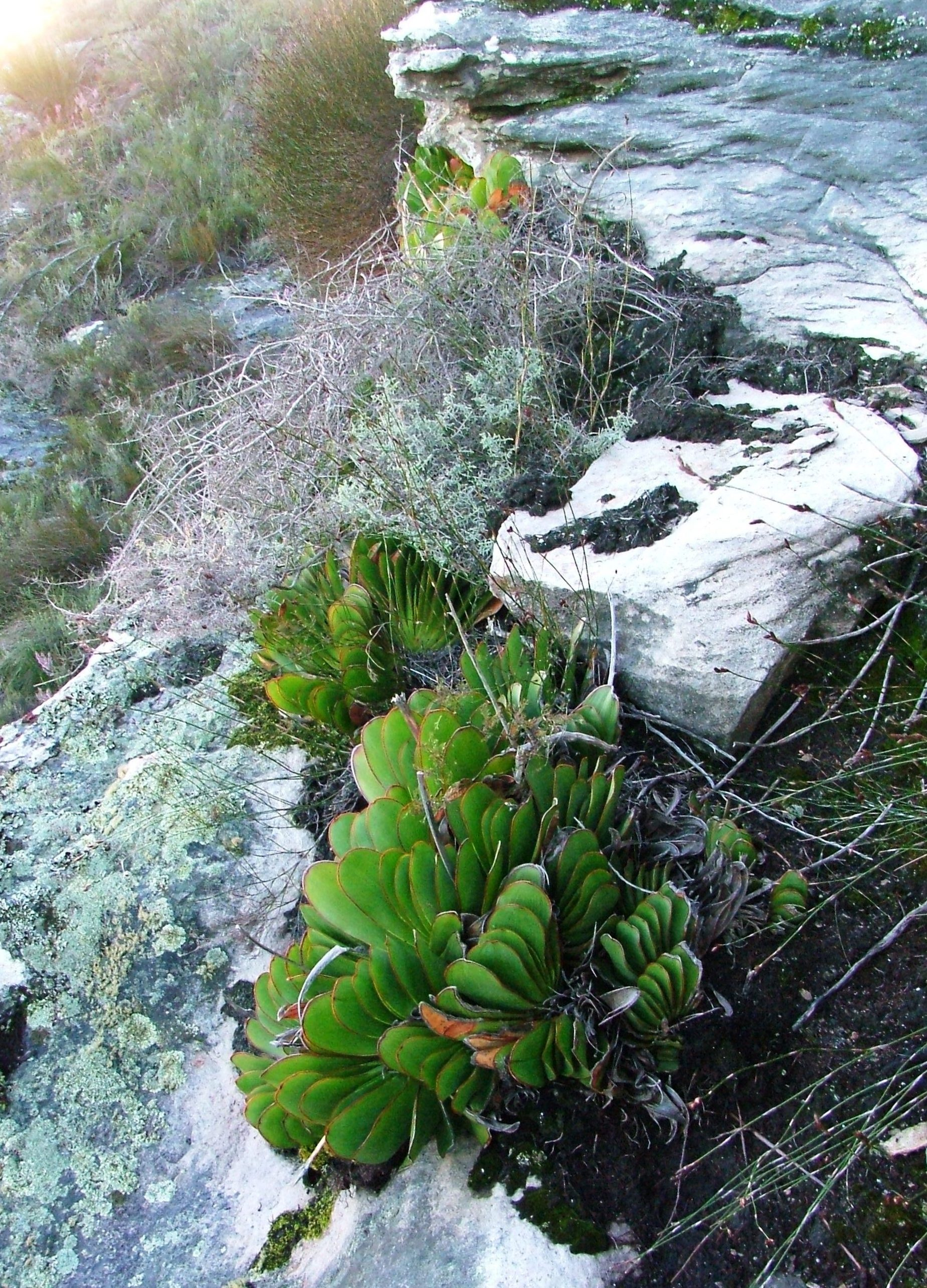
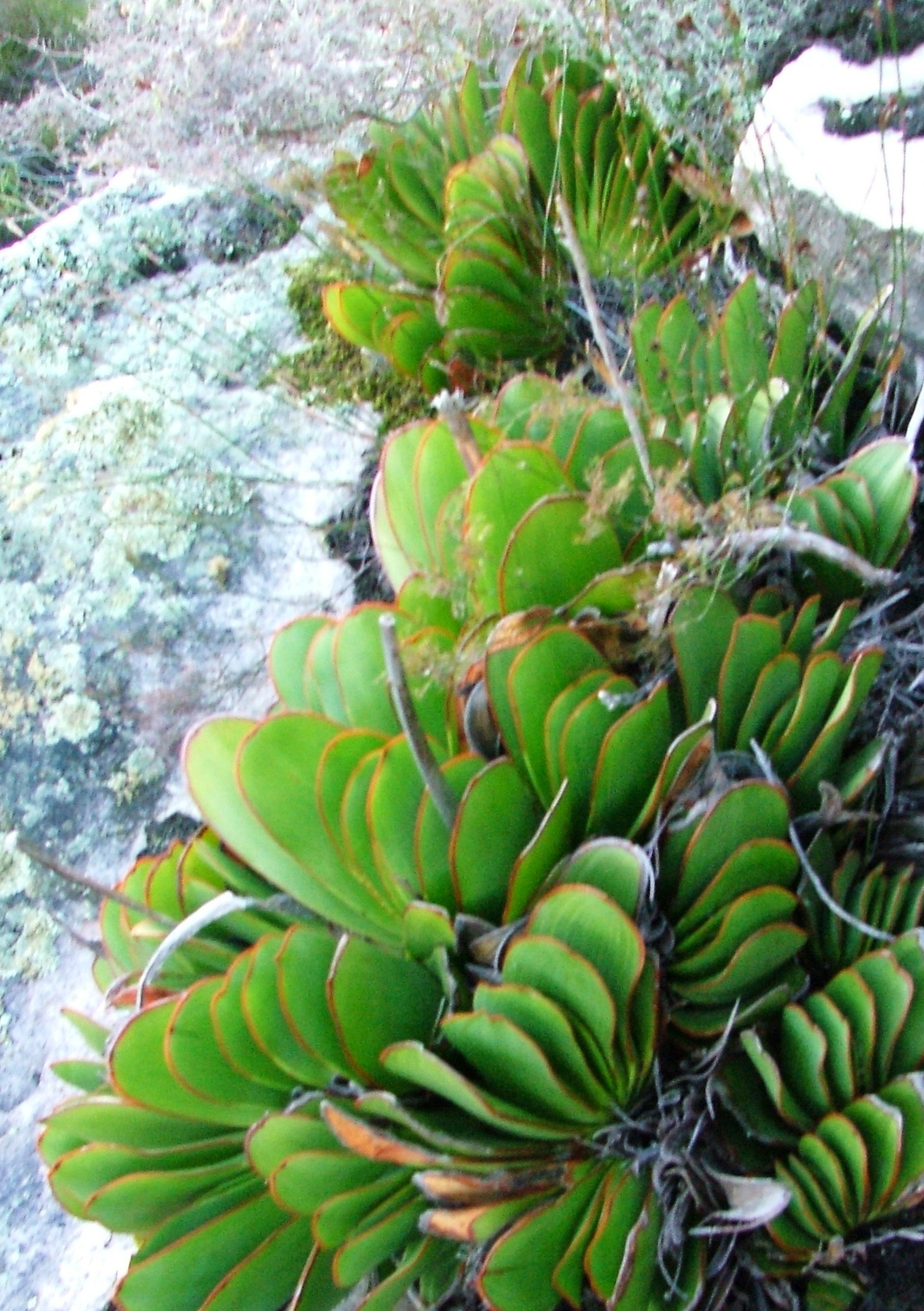
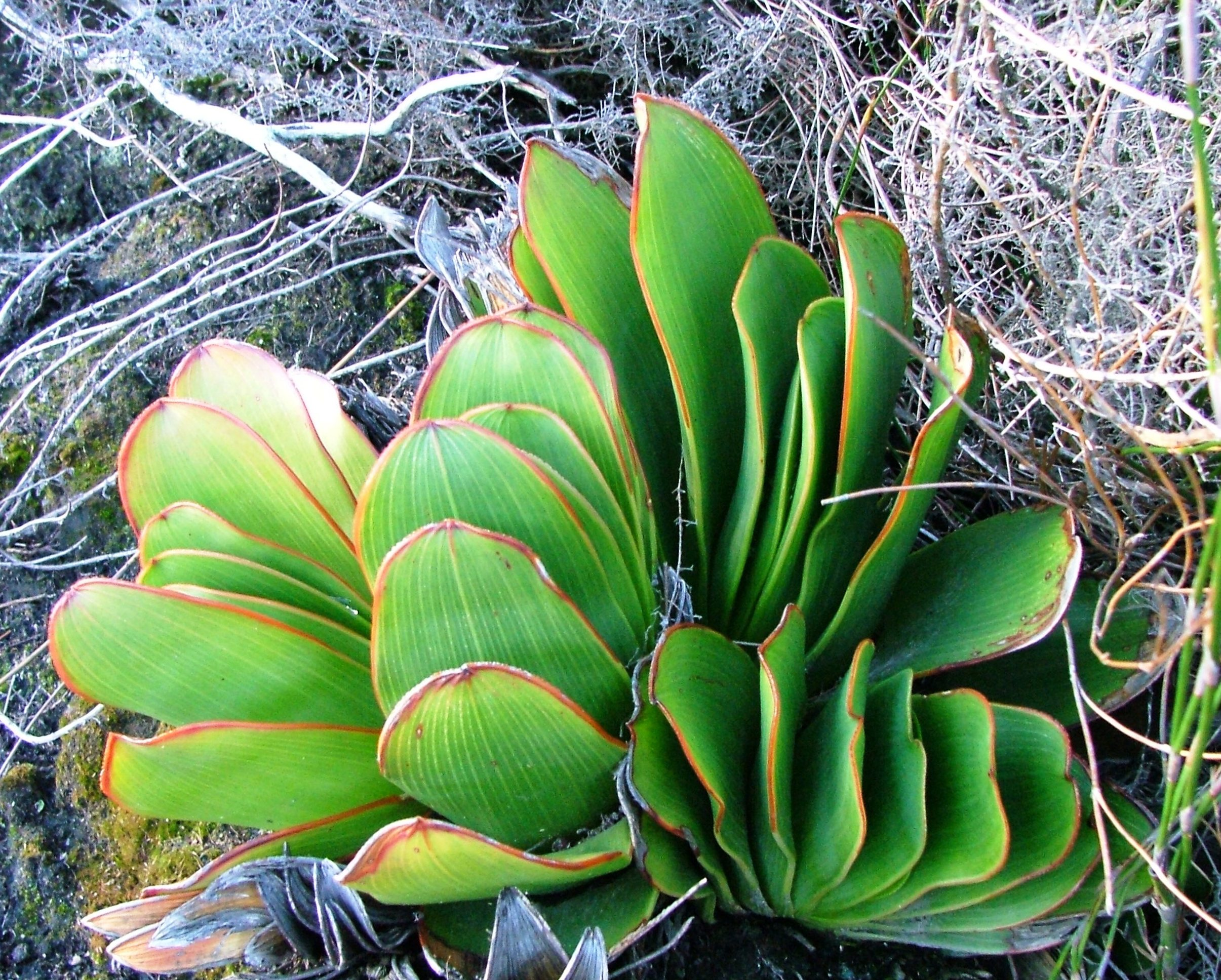
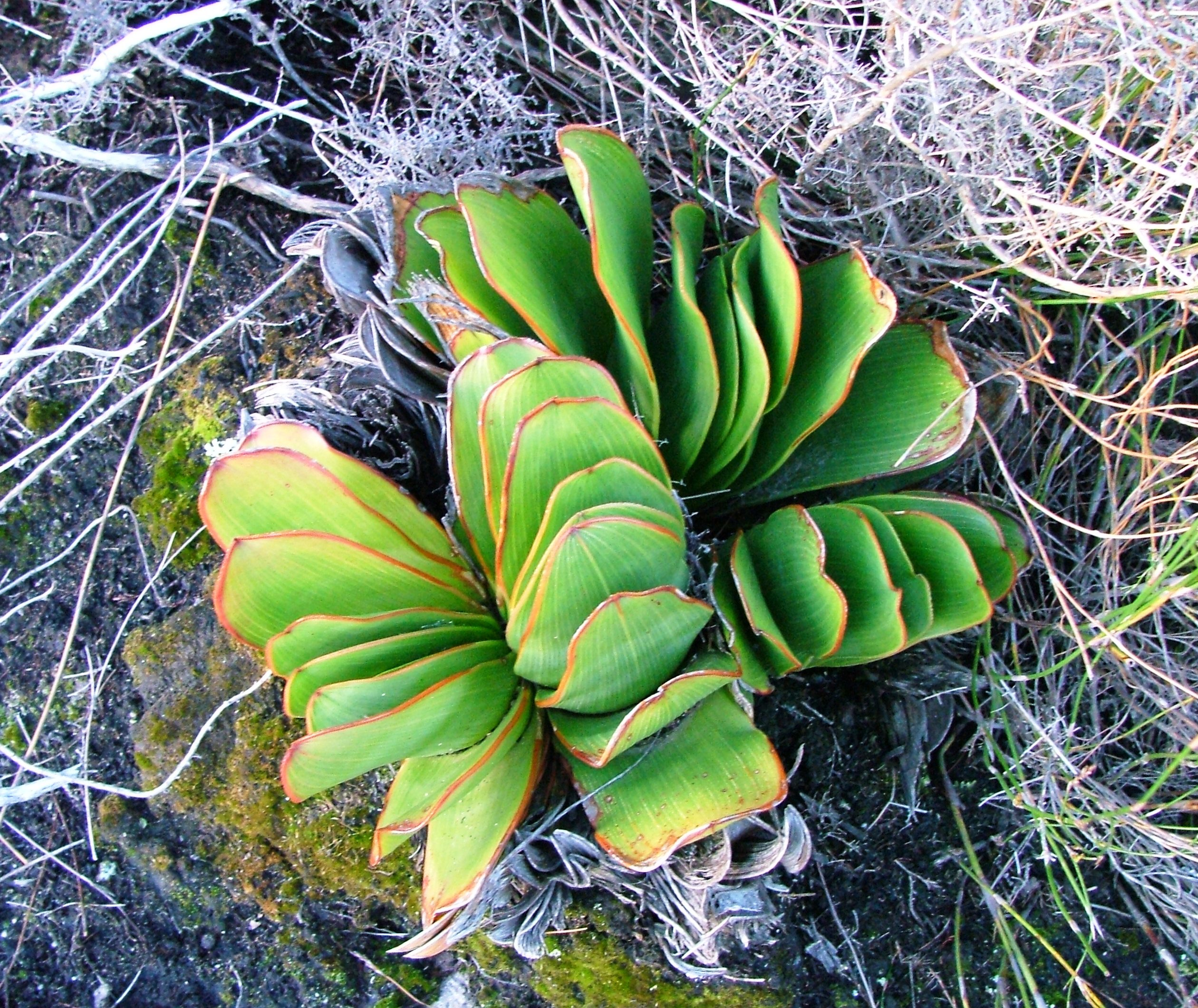